# رحلة أوربية (فلم)
رحلة أوربية (بالإنجليزية: EuroTrip) فيلم كوميدي جنسي أمريكي تم إصداره عام 2004 من إخراج جيف شيفر و تأليف أليك بيرج ، ديفيد ماندل ، جيف شيفر. و بطولة سكوت ميشلوفيتش ، جاكوب بيتس ، جيسيكا بورز (في أول ظهور لها في الفيلم).

## ملخص قصة
سكوت طالب يتخرج في المدرسة الثانوية في أوهايو، فاشل في العلاقات الاجتماعية، يقيم علاقة صداقة قوية عبر الإنترنت مع إحدى الشخصيات الألمانية؛ التي تدعي مايك، يقطع علاقته به لظنها أنها شاب، وحينما يكتشف أنها فتاة جميلة للغاية تدعي مايكا، يقرر السفر إليها محاولا إصلاح الأمور، يسافر سكوت مع صديقه كوبر إلى إنجلترا ليقعا في العديد من المواقف الكوميدية، فينتقلا إلى فرنسا ويتقابلا مع صديقيهما التوأم جيمى وجينى، لتستمر المواقف الكوميدية خلال رحلتهما بين الدول الأوروبية.

## روابط خارجية
مقالات تستعمل روابط فنية بلا صلة مع ويكي بيانات